# Prowincja Północna (Sri Lanka)
Prowincja Północna (tamil. வட மாகாணம், syng. උතුරු පළාත) – prowincja w północnej Sri Lance. W latach 1988–2006 była połączona z Prowincją Wschodnią w Prowincję Północno-Wschodnią. W połowie pierwszej dekady XXI wieku Sąd Najwyższy Sri Lanki uznał jednak, iż proces połączenia obu prowincji był nielegalny.
Prowincja dzieli się na pięć dystryktów: Dżafna, Kilinoćći, Mannar, Mullajttiwu oraz Wawunija. Zamieszkują ją głównie przedstawiciele ludu Tamilów, mały odsetek stanowią Syngalezi oraz Muzułmanie. Ludność prowincji utrzymuje się głównie z rolnictwa i rybołówstwa.